# Il calendario dell'avvento
Il calendario dell'avvento è un format, composto da 23 episodi da 4 minuti circa, più uno speciale di 25 minuti, ideato da Cinzia Veronese e Nicola Bartolini Carrassi - impegnato anche nella direzione artistica e discografica -, prodotto da XNote (prima versione) e da RCOEUROPE (seconda e terza versione). Realizzato su supporto DVD, è stato distribuito da 20th Century Fox, da Esselunga e da Mondadori in edicola. L'animazione di base e la post produzione sono di Dreamooze. Ha collaborato Filastrocche.it, la cui redazione ha curato parte dei testi e dei dialoghi. In occasione del Natale 2012 è stata pubblicata da Mondadori, a partire dal 30 novembre, una nuova edizione della serie in allegato a TV Sorrisi e Canzoni e Donna Moderna

## Trama
Dal 1° al 24 dicembre la migliore delle renne di Babbo Natale, una volta al giorno, regala ai bambini un dono diverso. A volte narra una fiaba, altre volte recita una filastrocca, un giorno spiega come realizzare un'attività a sfondo natalizio ed un altro ancora balla sulle note di una canzone. Ma per passare da un giorno all'altro ed aprire una finestrella del Calendario dell'Avvento ogni bambino deve compiere una buona azione.

## Episodi
- 01 – Il Calendario dell'Avvento
- 02 – La mia gatta
- 03 – Festoni di Natale
- 04 – Leo, il leoncino robot
- 05 – Babbo Natale che hai nel tuo sacco?
- 06 – La canzone di Mélodie
- 07 - Il gioco del domino
- 08 - Il bambino dal cuore d'albicocca
- 09 - Rudolf e le altre renne
- 10 - Sogno meraviglioso
- 11 - La letterina a Babbo Natale
- 12 - La rosa bianca
- 13 - L'albero di Natale
- 14 - La cometa
- 15 - Biglietti di auguri
- 16 - La principessa del cielo
- 17 - Le palline di Natale
- 18 - Dai, cantiamo insieme!
- 19 - La magica stella
- 20 - Mélodie e la magia della musica
- 21 - Dove sta Babbo Natale?
- 22 - Buon Natale
- 23 - Il gioco "Memory"
- 24 - Peter l'astrogatto

## Doppiaggio
| Personaggio | Voce          |
| ----------- | ------------- |
| Renna       | Pietro Ubaldi |

- Edizione italiana: CAD - Compagni attori doppiatori
- Testi: Jolanda Restano
- Direzione del doppiaggio: Monica Pariante
- Fonico: Carlo Comazzi

### Episodio 04 - Leo, il leoncino robot
| Personaggio      | Voce                |
| ---------------- | ------------------- |
| Renna, narratore | Pietro Ubaldi       |
| Leo              | Elisabetta Spinelli |
| Elliott          | Tommaso Cogliati    |
| Elliott adulto   | Lorenzo Scattorin   |

- Edizione italiana: CAD - Compagni attori doppiatori
- Ideazione e testi: Dario Pietrobono
- Direzione del doppiaggio: Monica Pariante
- Fonico: Carlo Comazzi

### Episodio 08 - Il bambino dal cuore d'albicocca
| Personaggio      | Voce             |
| ---------------- | ---------------- |
| Renna, narratore | Pietro Ubaldi    |
| Amos             | Tommaso Cogliati |
| Nonna            | Monica Pariante  |

- Edizione italiana: CAD - Compagni attori doppiatori
- Ideazione e testi: Dario Pietrobono
- Direzione del doppiaggio: Monica Pariante
- Fonico: Carlo Comazzi

### Episodio 12 - La rosa bianca
| Personaggio      | Voce                |
| ---------------- | ------------------- |
| Renna, narratore | Pietro Ubaldi       |
| Rosa rossa       | Elisabetta Spinelli |
| Rosa bianca      | Melissa D'Angelo    |

- Edizione italiana: CAD - Compagni attori doppiatori
- Ideazione e testi: Dario Pietrobono
- Direzione del doppiaggio: Monica Pariante
- Fonico: Carlo Comazzi

### Episodio 16 - La principessa del cielo
| Personaggio      | Voce                |
| ---------------- | ------------------- |
| Renna, narratore | Pietro Ubaldi       |
| Aurora           | Elisabetta Spinelli |
| Ragazzo          | Lorenzo Scattorin   |

- Edizione italiana: CAD - Compagni attori doppiatori
- Ideazione e testi: Dario Pietrobono
- Direzione del doppiaggio: Monica Pariante
- Fonico: Carlo Comazzi

### Episodio 20 - Mélodie e la magia della musica
| Personaggio      | Voce                |
| ---------------- | ------------------- |
| Renna, narratore | Pietro Ubaldi       |
| Mélodie          | Elisabetta Spinelli |
| Diesis           | Elisabetta Spinelli |

- Edizione italiana: CAD - Compagni attori doppiatori
- Ideazione e testi: Dario Pietrobono
- Direzione del doppiaggio: Monica Pariante
- Fonico: Carlo Comazzi

### Episodio 24 - Peter l'astrogatto
| Personaggio      | Voce                |
| ---------------- | ------------------- |
| Renna, narratore | Pietro Ubaldi       |
| Melissa          | Elisabetta Spinelli |
| Peter            | Lorenzo Scattorin   |
| Roby             | Tommaso Cogliati    |

- Edizione italiana: CAD - Compagni attori doppiatori
- Ideazione e testi: Nicola Bartolini Carrassi
- Direzione del doppiaggio: Monica Pariante
- Fonico: Carlo Comazzi

## Colonna sonora
- La mia gatta (G. Iuculano - G. Iuculano), cantata da Denny con il coro dei Piccoli Cantori di Milano diretti da Laura Marcora
- Mélodie e la magia della musica (D. Pietrobono - M. Mastrofilippo), cantata da Matilde Prestinari con il coro Mondomusica diretto da Veruska Mandelli
- Sogno meraviglioso (N. Carrassi - D. Blandino), cantata da Daniele Blandino
- La cometa (G. Iuculano - G. Iuculano), cantata da Matilde Prestinari con il coro Mondomusica diretto da Veruska Mandelli
- Dai cantiamo insieme (N. Carrassi - D. Blandino), cantata da Daniele Blandino
- Buon Natale (N. Carrassi - A. Porcella), cantata da Susanna Dubaz con il coro "I Piccoli Artisti Accademia New Day" diretti da Cristina Paltrinieri
- Peter l'astrogatto (N. Carrassi - N.Carrassi), cantata da Ineno con il coro "I Piccoli Artisti Accademia New Day" diretti da Cristina Paltrinieri
- Peter l'astrogatto (N. Carrassi - N.Carrassi), cantata da Alessia con il coro "I Piccoli Artisti Accademia New Day" diretti da Cristina Paltrinieri